# Kraftwerk Wassen
Das Kraftwerk Wassen ist ein Hochdruck-Laufwasserkraftwerk auf dem Gemeindegebiet von Wassen, das die Energie der Reuss zwischen Göschenen und dem Pfaffensprung nutzt und sowohl Bahnstrom mit einer Frequenz von 16,7 Hz, wie auch 50-Hz-Strom zur Einspeisung ins Landesnetz erzeugt. Die Anlage wird von der Kraftwerk Wassen AG betrieben, die zu 90 % im Besitz der SBB und zu 10 % im Besitz des Kanton Uri ist. Das Kraftwerk erzeugt pro Jahr durchschnittlich 282 GWh Strom, der hauptsächlich der Energieversorgung der SBB dient.

## Anlage
Die Anlage nutzt das Gefälle zwischen Göschenen und dem Stausee Pfaffensprung aus, welcher der Wasserfassung für das Kraftwerk Amsteg dient, was eine Fallhöhe von 281 m ergibt. Das Kraftwerk kann mit zwei Francis-Turbinen maximal 21 m3/s verarbeiten und daraus insgesamt 54 MW erzeugen.
Turbine 1 ist von Ateliers des Charmilles SA aus Genf. Sie treibt einen BBC-Generator mit einer Leistung von 30 MVA an, welcher der Erzeugung von 50-Hz-Strom dient. Der Generator aus dem Jahre 1948 ist immer noch in Betrieb, einzig die Statorwicklung wurde 1980 ersetzt.
Turbine 2 ist von Ateliers de constructions mécaniques de Vevey (ACMV). Sie treibt einen Siemens-Generator mit einer Leistung von 35 MVA an, der 16,7-Hz-Bahnstrom mit einer maximalen Leistung von 28 MW erzeugt. Dieser Maschinensatz wurde erst 1993 installiert und ersetzte die ursprünglich eingebaute Drehstromgruppe.

## Geschichte
Der Bau des Kraftwerks wurde von der SBB an die Elektro-Watt vergeben, welche die ersten Aufträge 1946 vergab. Im Jahre 1949 wurde der erste Strom erzeugt. Von Betriebsbeginn bis 1987 verpachtete die SBB, das Kraftwerk an die Centralschweizerischen Kraftwerke (CKW), die 40 % Aktienanteil am Kraftwerk hatte. Die Anlage erzeugte anfänglich nur 50 Hz Strom für das Landesnetz. Erst 1990 wurde der Maschinensatz 2 durch einen Bahnstrom-Maschinensatz ersetzt, der 1993 in Betrieb ging. Am 1. Januar 2015 übernahm die SBB das Aktienpaket der CKW, womit das Kraftwerk fortan hauptsächlich der Energieversorgung der SBB dient.